# Magyarország és Románia uniója

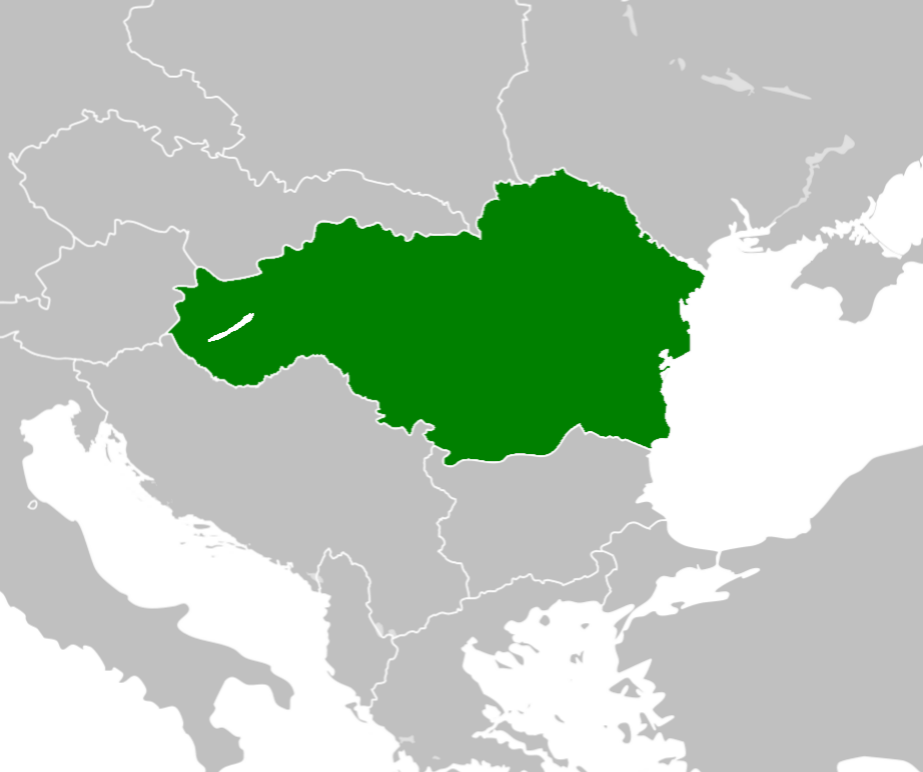
A javasolt unió térképe a háborúk közötti időszakban

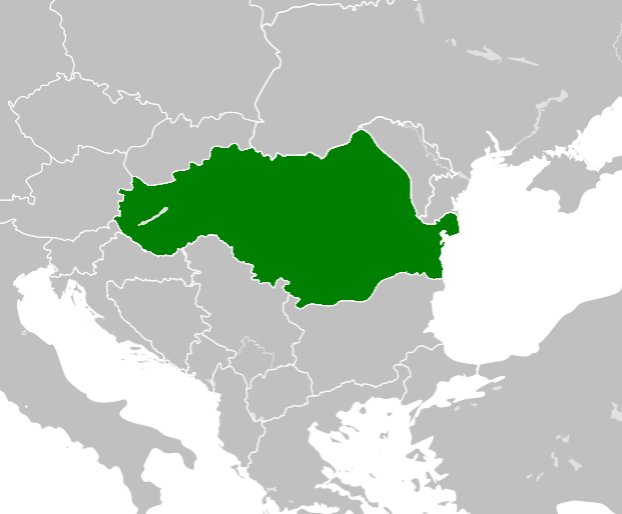
A két ország jelenlegi térképe

Magyarország és Románia uniója (románul: Unirea Ungariei cu România) a két világháború közötti elgondolás volt, amely a Magyar Királyság vagy a Magyar Köztársaság és Román Királyság uniójára irányult. A legtöbb ilyen javaslat 1919-ben és 1920-ban született, bár valamivel korábban jelentek meg, és a második világháborúig folytatódtak.  A javasolt uniót a román Hohenzollern-Sigmaringen dinasztia irányította volna.  A projekt támogatást és ellenállást látott mind a román, mind a magyar oldalon.
Románia számára előnyt jelentett volna Románia befolyásának potenciális kiterjesztése, Románia nyugati határának fokozott biztonsága, Erdély visszavétele esélyének csökkenése, valamint a Habsburgok hatalomra kerülésének megakadályozása Magyarországon.
Magyarország számára előnyt jelentett volna az ország politikai elszigetelődésének megakadályozása, reménység Erdély visszaszerzésére vagy legalábbis az autonómia biztosítására Erdély magyar kisebbsége számára. 